# You Need Me, I Don't Need You
"You Need Me, I Don't Need You" é uma canção do artista britânico Ed Sheeran, gravada para o seu álbum de estreia + (2011). Foi lançada como segundo single do projeto em 26 de agosto de 2012.

## Faixas e formatos
| Download digital |                                                            |         |  |
| N.º              | Título                                                     | Duração |  |
| 1.               | "You Need Me, I Don't Need You"                            | 3:40    |  |
| 2.               | "You Need Me, I Don't Need You" (Live Ustream Version)     | 6:51    |  |
| 3.               | "You Need Me, I Don't Need You" (feat. Wretch 32 & Devlin) | 3:03    |  |
| 4.               | "You Need Me, I Don't Need You" (Loadstar Remix)           | 5:01    |  |
| 5.               | "You Need Me, I Don't Need You" (Gemini Remix)             | 4:30    |  |

| Extended play (EP) digital de remixes |                                                    |         |  |
| N.º                                   | Título                                             | Duração |  |
| 1.                                    | "You Need Me, I Don't Need You"                    | 3:40    |  |
| 2.                                    | "You Need Me, I Don't Need You" (Acoustic Version) | 4:18    |  |

## Desempenho nas tabelas musicais
| Tabela musical (2011)                         | Melhor posição |
| --------------------------------------------- | -------------- |
| Austrália (ARIA)                              | 74             |
| Bélgica (Ultratip Bubbling Under de Flandres) | 11             |
| Bélgica (Ultratip Bubbling Under da Valônia)  | 8              |
| Irlanda (IRMA)                                | 19             |
| Escócia (Scottish Singles Chart)              | 5              |
| Reino Unido (OCC UK Indie)                    | 19             |
| Reino Unido (OCC UK R&B)                      | 1              |
| Reino Unido (UK Singles Chart)                | 4              |

## Histórico de lançamento
| País        | Data                 | Formato          | Gravadora          |
| ----------- | -------------------- | ---------------- | ------------------ |
| Reino Unido | 26 de agosto de 2011 | Download digital | Warner Music Group |
| Reino Unido | 26 de agosto de 2011 | CD Single        | Warner Music Group |
| Reino Unido | 26 de agosto de 2011 | Vinyl            | Warner Music Group |